# Częstochowa
Częstochowa (tjekkisk: Čenstochová, tysk: Tschenstochau) er en by i det sydlige Polen med 246.890 (2005) indbyggere (2005) og et areal på 160 km² i det schlesiske voivodskab ved floden Warta.

## Byer nær Częstochowa
| - Radomsko - Piotrków Trybunalski - Lubliniec - Kłobuck - Wieluń - Blachownia | - Koniecpol - Krzepice - Koziegłowy - Woźniki - Przedbórz |

## Transport
| - Vej til Piotrków Trybunalski, Łódź, Toruń, Gdańsk, Warszawa, Katowice - Vej til Opole - Vej til Kielce | - Jernbane til Piotrków Trybunalski, Łódź, Warszawa, Katowice - Jernbane til Opole - Jernbane til Kielce - Lufthavn i Pyrzowice ved Katowice |

## Seværdigheder
| I byen - Klostret Jasna Góra (fra 14. århundrede) med den Sorte Madonna af Częstochowa - Kirker - Museum for produktion af tændstikker | Omegnen - Zespół Jurajskich Parków Krajobrazowych ved Częstochowa - Załęczański Park Krajobrazowy ved Działoszyn - Przedborski Park Krajobrazowy ved Przedbórz |